# 平良修
平良 修（たいら おさむ、1931年 - ）は、沖縄県宮古島出身の日本基督教団の牧師である。子は平良愛香。

## 経歴
太平洋戦争末期の1944年、旧制宮古中学1年のとき台湾に疎開し、翌年敗戦を迎える。1945年、宮古島に帰島し宮古中学(後の新制宮古高校)に復学。1948年宮古島で国中寛一（くになかかんいち）牧師より受洗しキリスト教信仰に入る。その後、琉球大学英文科、東京神学大学、国際基督教大学、ピーボディ大学（米国・テネシー州ナッシュビル）などで学ぶ。沖縄キリスト教団上地教会牧師、沖縄キリスト教短期大学学長、日本基督教団佐敷教会牧師を経て現在は日本基督教団うふざと伝道所牧師を務めた。2016年から2020年まで日本基督教団沖縄教区総会議長の2期目を務めた。
1966年11月2日、当時34歳でフェルディナンド・T・アンガー第五代琉球列島高等弁務官就任式に祈祷牧師として招かれ、「神よ、新高等弁務官が最後の高等弁務官となり、沖縄が本来の正常な状態に回復されますように」と祈り、注目を集めた

。この祈りは日本語と英語の両言語で行われた。
琉球列島高等弁務官は米国の施政権下にあった当時の沖縄において絶対的な権限を有する最高権力者であった。高等弁務官の支配する沖縄の世相を切り取ったドキュメンタリー映画『サンマデモクラシー』（2021年;山里孫在監督/沖縄テレビ制作）は、高等弁務官の上からの締付けに対して沖縄の人々がどのように抵抗したのかを描き、その文脈の中に平良修の就任式での祈りを置いている。
沖縄手帳社が毎年出しているスケジュール帳の「沖縄手帳」は、11月2日の歴史的出来事として『アンガー高等弁務官着任式にて平良修牧師「神よ、願わくば最後の弁務官たらしめよ」と祈念（1966）』と記載している。

## 高等弁務官就任式での祈り（全文）
＊以下『私は沖縄の牧師である』27～28頁の抜粋。
一九六六年私は予定通り沖縄キリスト教短期大学の学長に就任した。
そしてその年の十一月、「沖縄の帝王」と呼ばれていた高等弁務官就任式での祈りに招かれたのである。それはフェルディナンド・T・アンガー陸軍中将の第五代高等弁務官就任式での祈りであった。
「神よ、私ども、新高等弁務官の就任式に集い、共に主なるあなたのみ前に深く頭を垂れる機を与えられて感謝いたします。
過去二十年、戦争と、戦争の脅威により、世界の多くの人々が家庭と愛する者たちから引き裂かれ、私どもの郷土、沖縄も祖国から切り離される憂き目を体験してまいりました。
神よ、願わくは、世界に一日も早く平和が築き上げられ、新高等弁務官が最後の高等弁務官となり、沖縄が本来の正常な状態に回復されますように、せつに祈ります。しかし、私どもはこの就任式をとおして見る今の現実から逃避することは許されません。この厳しい現実から逃避することなく、また、それによって押しひしがれることなく、かえって、私どもが心から待望してやまない世界平和と、私どもの国家間の正常な関係を築き上げる一助になりうるために、私どもをして、高等弁務官とみのり多い協力をなさしめてください。
神よ、沖縄にはあなたのひとり子イエス・キリストが生命を賭けて愛しておられる百万の市民がおります。高等弁務官をしてこれら市民の人権の尊厳の前に深く頭を垂れさせてください。そのようなあり方において、主なるあなたへの服従をなさしめてください。天地のすべての権威を持ちたもう神の子イエス・キリストは、その権威を、人々の足を洗う僕の形においてしか用いられませんでした。沖縄の最高権者、高等弁務官にもそのような権威のありかたをお示しください。
神よ、高等弁務官を含む私どもすべての者に、変えることのできないものをば、それを謙虚に受け入れることのできる力をお与えください。また変えることのできるもの、変えなければならないものをば敢然と変えていくことのできる勇気をお与えください。何よりも、これら二つのものを正しく見きわめることのできるさとい知恵をお与えください。
主なるあなたと沖縄市民に対して、重大な責任を負われる新高等弁務官の就任式にあたり、これらの衷心からの祈りを主イエス・キリストのみ名によって祈ります。
アーメン」
＜同祈りの英文原稿＞
"Our dear God,　we thank thee for this opportunity to come together before Thee at the investiture of our new High Commissioner.  During the past 20 years,  wars and threats of wars have caused a situation which has caused many to be unnaturally separated from their homes and loved ones and has caused Okinawa to be separated from her Mother Country.  Dear Lord,  we earnestly pray that 
peace may come quickly to our world in order that the New High Commissioner might be the last High Commissioner it would be necessary to send us.
However, we should not escape from the reality that we see at this ceremony.
Let us not escape from it, nor be crushed by it.  Let us, on the contrary, accept the reality decisively and courageously.  And let us work hopefully and fruitfully together with our High Commissioner to achieve our long-cherished goal of world peace and normal relationships between our nations.
  Our Father, there are a million citizens in the Ryukyus that Thy beloved Son Jesus Christ died for.  Make the new High Commissioner bow deeply before the dignity of the people for whom he has  been sent and thus make him obey Thee. Jesus Christ, with all authority in heaven and on earth, exercised His authority only in such a way as to wash people’s feet.  Show our High Commissioner the same way of exercising his authority.
  Dear God, give us and the High Commissioner strength to accept with serenity the things that cannot be changed.  Give us courage to change the things that can and should be changed.  And give us wisdom to distinguish one from the other . In Jesus’ name we pray, Amen．"

## 著書
- 『戦争賛美に異議あり! (沖縄における慰霊碑文調査報告)＊共著』靖国神社国営化反対沖縄キリスト者連絡会、1983年7月。ASIN B00GD6N3OU。
- 『小さな島からの大きな問い―キリストとオキナワにこだわる一牧師の平和論』新教出版社、1998年7月。ISBN 978-4400415435。
- 『沖縄にこだわりつづけて』新教出版社、2002年4月。ISBN 978-4400415404。
- 『私は沖縄の牧師である＝沖縄恨之碑の会講演録＝』沖縄恨之碑の会、2015年11月。